# Maurice Buret
Maurice Buret (Sèvres, 21 mei 1909 - Septeuil, 23 augustus 2003) was een Frans ruiter, die gespecialiseerd was in dressuur. Buret nam deel aan de Olympische Zomerspelen 1948. Buret werd met het Franse dressuurploeg olympisch kampioen vanwege de diskwalificatie van de Zweedse ploeg. De Zweedse ploeg werd gediskwalificeerd omdat een van de ruiters geen officiersrang binnen de Zweedse krijgsmacht had.

## Resultaten
- Olympische Zomerspelen 1948 in Londen: 15e individueel dressuur met Saint Ouen
- Olympische Zomerspelen 1948 in Londen:  landenwedstrijd dressuur met Saint Ouen

1928: von Langen, Linkenbach, Lotzbeck ·
1932: Lesage, Marion, Jousseaume ·
1936: Pollay, Gerhard, Oppeln-Bronikowski ·
1948: Jousseaume, Saint-Fort Paillard, Buret ·
1952: Saint Cyr, Boltenstern, Persson ·
1956: Saint Cyr, Boltenstern, Persson ·
1964: Boldt, Klimke, Neckermann ·
1968: Neckermann, Klimke, Linsenhoff ·
1972: Petoesjkova, Kizimov, Kalita ·
1976: Boldt, Klimke, Grillo ·
1980: Kovsjov, Oegrjoemov, Misevitsj ·
1984: Klimke, Sauer, Krug ·
1988: Klimke, Linsenhoff, Theodorescu, Uphoff ·
1992: Balkenhol, Uphoff, Theodorescu, Werth ·
1996: Balkenhol, Schaudt, Theodorescu, Werth ·
2000: Werth, Capellmann, Salzgeber, Simons-de Ridder ·
2004: Kemmer, Schmidt, Schaudt, Salzgeber ·
2008: Kemmer, Capellmann, Werth ·
2012: Hester, Bechtolsheimer, Dujardin ·
2016: Rothenberger, Schneider, Bröring-Sprehe, Werth ·
2020: von Bredow-Werndl, Schneider, Werth ·
2024: Wandres, von Bredow-Werndl, Werth